# Mabuya dominicana
Mabuya dominicana (домінікська мабуя) — вид сцинкоподібних ящірок родини сцинкових (Scincidae). Ендемік Домініки.

## Поширення і екологія
Домінікські мабуї є ендеміками острова Домініка в групі Малих Антильських островів. Вони живуть в різноманітних природних середовищах, однак віддають перевагу прибережним районам.